# Grant Morrison
Pour les articles homonymes, voir Morrison.
Grant Morrison, membre de l'Empire britannique (Member of the British Empire) (MBE), (né le 31 janvier 1960) est un scénariste  de comics, de jeux vidéo, musicien, dramaturge, nouvelliste et essayiste écossais.

## Biographie

### Début de carrière
Morrison naît à Glasgow le 31 janvier 1960 où il découvre les comics durant les années 1960 et 1970. Il commence sa carrière en 1978, dans les pages du magazine Near Myths où il écrit et dessine la série Gideon Stargrave. Il travaille ensuite avec le dessinateur Bryan Talbot. Après avoir travaillé sur Captain Clyde pour un journal local de Glasgow, The Govan Press, il est employé par DC Thomson dans les années 1980 pour le magazine Commando et crée la série Starblazer.
Il abandonne les comics au début des années 1980 pour se consacrer à la musique mais il y revient en 1985, d'abord avec la série The Liberators publiés dans la revue Warrior puis des récits publiés par Marvel UK ou 2000 AD. C'est là qu'avec le dessinateur Steve Yeowell, il crée la série Zenith en 1987. Zenith, déconstruction du genre superhéroïque, met en scène une rock star superficielle, devenue super-héros malgré elle, combattant une conspiration alien pandimensionelle. Morrison écrit également St. Swithin's Day, illustré par Paul Grist pour l’éditeur indépendant Trident Comics, une satire des années Thatcher dans laquelle, comme souvent, l'auteur invente un personnage principal qui lui ressemble.

### Succès américain
La plupart des travaux suivants de Morrison sont publiés par DC Comics. La première mission qu'il se choisit est de réinventer un personnage mineur de DC, Animal Man, titre dans lequel il explore les droits des animaux et expérimente des techniques méta-textuelles, incluant une rencontre entre le personnage principal et son créateur. Il écrit les scénarios de Doom Patrol pendant plusieurs années, série continue sur laquelle il utilise des techniques d'écriture libre pour une différenciation inventive et surréaliste de ce qui est alors la norme dans les comics grand public. De 1994 à 2000 il développe une ambitieuse saga, The Invisibles, considérée par beaucoup comme son travail le plus important, une série combinant politique, éléments de pop- et sous- culture, qui, selon Morrison, fut une forte influence non reconnue des films de la trilogie Matrix. Il a également relancé - avec Howard Porter - la Justice League of America, faisant à nouveau de la série le rassemblement des plus puissants super-héros de l'univers DC. Cette incarnation de la Justice League eut beaucoup de succès et ouvrit la voie à des comics d’action spectaculaire tels que Authority de Warren Ellis et Bryan Hitch.
Dans les années 2000 Morrison part travailler pour Marvel Comics, où il écrit les New X-Men ou les mini-séries Marvel Boy et Fantastic Four 1234. Il revient ensuite chez DC Comics et écrit trois mini-séries. Seaguy, We3 et Vimanarama, impliquent respectivement un héros picaresque dans un monde post-utopique qui n’a plus besoin de lui ; des animaux cyber-améliorés fuyant leur propriétaires dans ce que Grant Morrison appelle son "western manga" ; et d’anciens mythes Hindou/Pakistanais transposés dans des aventures à la Jack Kirby. Toutes sont publiées sous le label Vertigo de DC Comics. Morrison revient aussi sur la JLA avec la première histoire d’une revue anthologique, JLA : Classified, contenant des histoires du mythe de la Justice League traitées par différentes équipes créatives. Il y revient sur les Ultramarines, une équipe de super-héros créée dans les pages de la JLA.

### Travaux
En 2005, DC Comics publie ce qui semble être la première « mégasérie », Seven Soldiers of Victory qui revisite un ancien groupe de DC Comics. Les Seven Soldiers de Morrison mettent en scène la mise à jour de vieux personnages : Guardian, Mister Miracle, Klarion the Witch Boy, Bulleteer, Spawn of Frankenstein, Zatanna et Shining Knight. La mégasérie consiste en sept mini-séries de quatre épisodes chacune, reliées entre elles, avec deux épisodes supplémentaires (introductif et conclusif), soit 30 numéros en tout.
Fin 2005, DC lance une nouvelle maxi-série de Superman par Morrison et Frank Quitely. Intitulée All-Star Superman, la série ne revisite ou ne relance pas Superman, mais présente un Superman "iconique" aux nouveaux lecteurs. Elle remporte plusieurs importantes distinctions : l'"Eisner Award for Best New Series" en 2006, le "Best Continuing Series Eisner Award" en 2007 et 2009, trois Harvey Awards en 2008, aux États-Unis, et plusieurs "Eagle Awards" en Grande-Bretagne.
En vendant le projet de Seven Soldiers of Victory à DC, Morrison présente en parallèle une série d’idées pour des personnages revisités, dont certains fonctionneraient dans le contexte de l’univers fictionnel DC considéré comme une entité vivante à part entière (un concept basé sur celui d’Hypertime, introduit durant le crossover "DC 1 Million"). Dan DiDio, alors président de DC Comics, impressionné par cette idée, lui donne le titre non officiel de "rewrite guy", et lui demande de remettre en ordre l’univers DC au sortir d’Infinite Crisis, l’évènement rédigé par Geoff Johns.
De 2014 à 2015, Morrison écrit chez DC Comics le projet The Multiversity. Une méta-série sous forme de neuf one-shot qui se déroulent chacun dans l'un des 52 mondes du DC Multiverse de l'époque New 52. Elle inclut le titre principal Multiversity qui remet en avant le personnage du Président américain Calvin Ellis, le Superman noir de la Terre 23, originellement apparu dans Action Comics vol.2 No. 9, écrit lui aussi par Morrison 2 ans auparavant. Parmi les 9 one-shot, nous pouvons citer The Society of Super-Heroes, une version pulp des personnages DC Comics; The Just, une équipe formé par les enfants de membres de la Justice League; Pax America, dessiné par Frank Quitely, référençant l'univers de Watchmen ; Thunder World, un one-shot sur le personnage de Shazam ; The Multiversity Guidebook, référençant l'ensemble des 52 univers; Mastermen, incluant une version de la Justice League fasciste ; Ultra Comics, incluant un personnage inédit nommé Ultra Comics, ce comics a pour particularité d'apparaitre dans l'ensemble des autres one-shot de la série et servira de fil conducteur reliant tous ces comics entre eux.
En novembre 2018, Morrison et l'artiste Liam Sharp lance la nouvelle série Green Lantern pour DC Comics. Cette série est organisée en 2 saisons dont la première est nommé The Green Lantern (débutant en 2018) et The Green Lantern: Season Two (débutant en 2020) pour la seconde, chacune des saisons comprend 12 numéros (dont 1 annual supplémentaire pour la première) et sont séparées par une mini-série en 3 numéros nommée Green Lantern: Blackstars (débutant en novembre 2019) qui fait le pont entre ces 2 saisons.
En mars 2021, il débute le comics Proctor Valley Road qui sera en 4 numéros, en collaboration avec NBCUniversal chez Boom! Studios. Cette collaboration est censée mener à l'adaptation du comics en série télévisée.
En mai 2021, Grant Morrison écrit 4 numéros de Superman and the Authority illustré par Mikel Janin pour DC Comics en annoncant prendre une pause sur sa collaboration avec DC Comics.

## Vie privée
Il fait son coming-out non-binaire en 2020.

## Publications

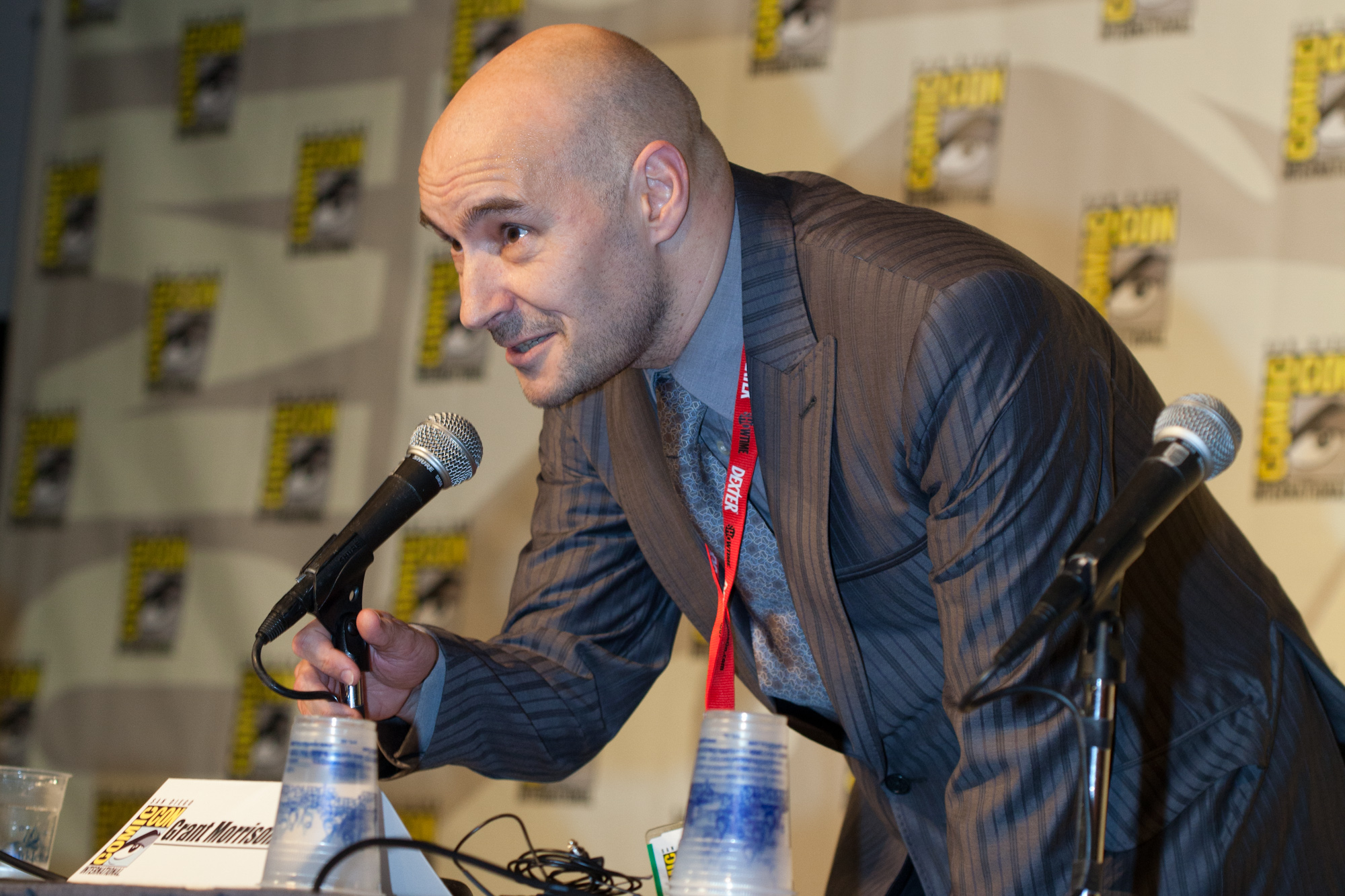
Grant Morrison en 2010

(les titres suivis d'un * ont été traduits en français)
- Action Force #17
- Animal Man #1-26
- Aztek, the Ultimate Man #1-10
- happy! (mini-série avec le dessinateur Darick Robertson
- Bible John (à propos du tueur en série écossais Bible John, avec le dessinateur Daniel Vallely)
- DC One Million (mini-série avec le dessinateur Val Semeiks)
- Doctor Who Magazine #118-119, 127-129 & 139
- Doom Patrol #19-63
- Fantastic Four 1234 (mini-série avec le dessinateur Jae Lee) *
- The Filth (mini-série de science-fiction avec le dessinateur Chris Weston) *
- Final Crisis #1-7
- Flash #130-138
- Flex Mentallo (mini-série avec le dessinateur Frank Quitely)
- The Green Lantern #1-12
- The Green Lantern : Blackstars #1-3
- The Green Lantern : Season Two #1-12
- Hellblazer #25-26
- The Invisibles (œuvre majeure de Morrison, avec plusieurs artistes) *[6]
- Janus: Psi Division (dans 2000 AD Winter Special 5, #953, 1024-1031, 1993, 1995, 1997)
- Judge Dredd : Inferno, Book of the Dead (avec Mark Millar)
- JLA #1-17, 22-26, 28-31, 34, 36-41 *
- JLA: Earth 2 (roman graphique avec le dessinateur Frank Quitely) *
- JLA Classified #1-3 *
- JLA/WildC.A.T.s *
- Joe l'aventure intérieure (Joe the Barbarian) (dessiné par Sean Murphy) *
- Kid Eternity (mini-série avec le dessinateur Duncan Fegredo)
- Kill Your Boyfriend (roman graphique avec le dessinateur Philip Bond)
- Klaus (mini-série de bandes dessinées de sept numéros avec le dessinateur Dan Mora)
- Marvel Boy (mini-série avec le dessinateur J.G. Jones)
- Marvel Knights Double Shot 2 : Nick Fury, Agent of S.H.I.E.L.D. : Le Monde de Nick *
- The Multiversity #1-2
- The Multiverisity Guidebook #1
- The Multiversity : The Society of Super-Heroes #1
- The Multiversity: The Just #1
- The Multiversity: Pax Americana #1
- The Multiversity: Thunderworld #1
- The Multiversity: Mastermen #1
- The Multiversityl: Ultra Comics #1
- The Mystery Play (roman graphique avec le dessinateur Jon J. Muth)
- New Adventures of Hitler (satire politique anti-Margaret Thatcher avec le dessinateur Steve Yeowell)
- New X-Men #114-154 + Annual 2001 *
- Proctor Valley Road #1-4
- Sebastian O (mini-série avec le dessinateur Steve Yeowell)
- Secret Origins #39, 46, 50
- Skrull Kill Krew (mini-série avec le dessinateur Steve Yeowell)
- St. Swithin's Day (vignettes d'humour noir avec le dessinateur Paul Grist)
- Seaguy (mini-série avec le dessinateur Cameron Stewart)
- Starblazer #15, 28, 45, 86, 127, 142, 152, 167, 177, 209
- Superman and the Authority #1-4 (mini-série avec le dessinateur Mike Janin)
- Swamp Thing #140-143
- We3 (mini-série avec le dessinateur Frank Quitely) *
- Vampirella #1-4
- Vimanarama (mini-série avec le dessinateur Philip Bond)
- Wonder Woman : Earth-One (avec le dessinateur Yanick Paquette, 2016-2021) *
- Zenith (publié dans 2000 AD avec le dessinateur Steve Yeowell)
- Zoids #19, 30-31, 36-37, 40-49

## Récompenses
- 2006 : Prix Eisner de la meilleure nouvelle série pour All-Star Superman (avec Frank Quitely)
- 2006 : Prix Eisner de la meilleure mini-série pour Seven Soldiers
- 2007 : Prix Eisner de la meilleure série pour All-Star Superman (avec Frank Quitely)
- 2008 : Prix Harvey de la meilleure série (avec Frank Quitely) et du meilleur scénariste pour All-Star Superman ; du meilleur épisode pour All-Star Superman no 8 (avec Frank Quitely)
- 2009 : Prix Eisner de la meilleure série pour All-Star Superman (avec Frank Quitely)
- 2009 : Prix Harvey de la meilleure série pour All-Star Superman (avec Frank Quitely)
- 2011 :  Prix Peng ! de la meilleure bande dessinée nord-américain pour All-Star Superman (avec Frank Quitely))
- 2022 : Inscrit au temple de la renommée Will Eisner[7]